# Confrérie des Chevaliers du Sacavin
 (décembre 2016).
Si vous disposez d'ouvrages ou d'articles de référence ou si vous connaissez des sites web de qualité traitant du thème abordé ici, merci de compléter l'article en donnant les références utiles à sa vérifiabilité et en les liant à la section « Notes et références ».
 (octobre 2016).
- Si vous ne connaissez pas le sujet, laissez ce bandeau (vous pouvez alors contacter les auteurs).
- Si vous supprimez le contenu mis en cause (vous pouvez préalablement contacter les auteurs),

argumentez précisément cette suppression dans la page de discussion
(un manque de référence n'est pas un argument ; une recherche réelle de référence doit avoir été effectuée, être formellement documentée).

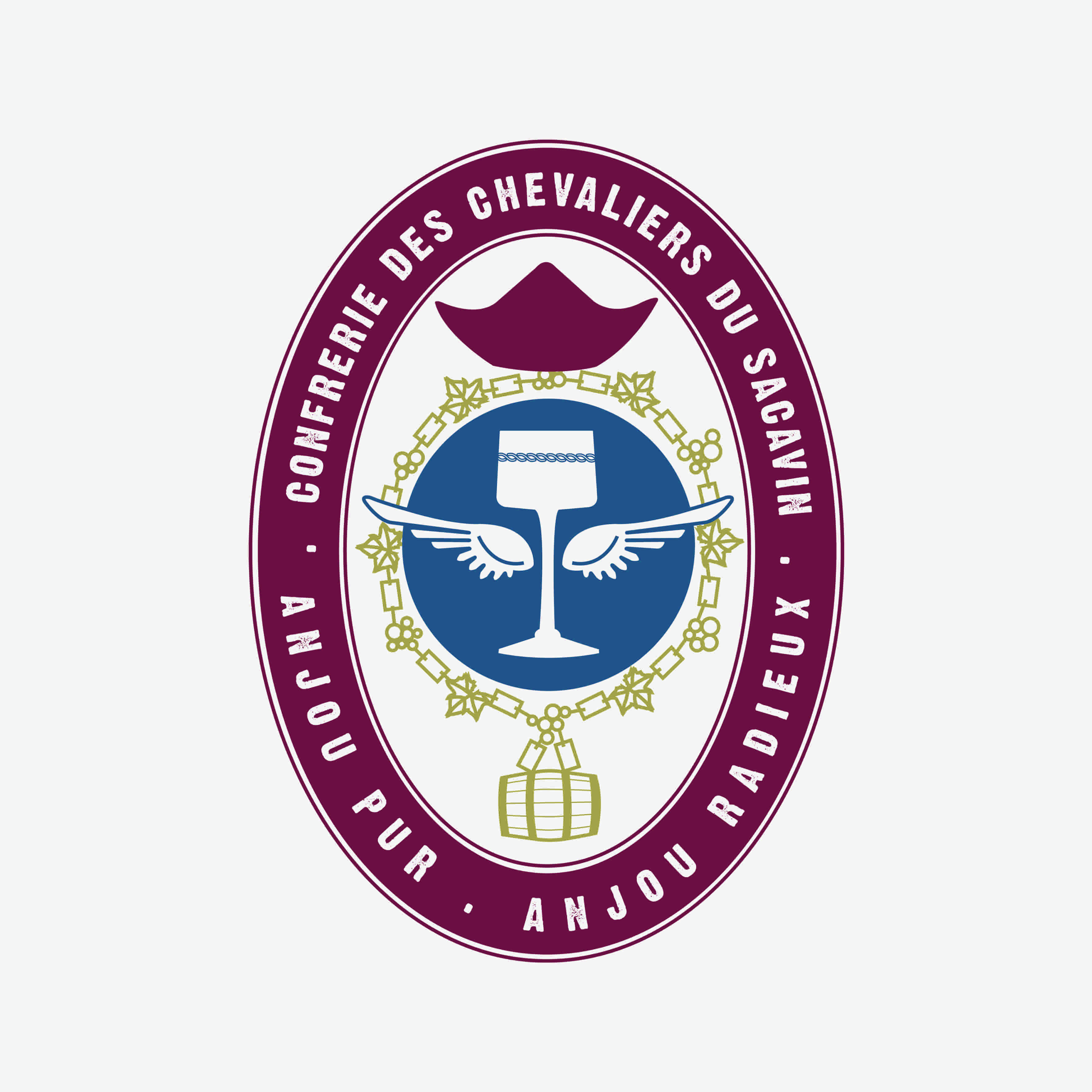
Logo de la Confrérie des Chevaliers du Sacavin.

La Confrérie des Chevaliers du Sacavin, créée en 1904 à Montreuil-Bellay dans la province d'Anjou, est la plus ancienne des confréries bachiques actuelles,,,.
Intégrée à l'histoire de l'Anjou, la Confrérie des Chevaliers du Sacavin porte l'image des vins d'Anjou et de Saumur. Composée de membres étant des viticulteurs angevin et saumurois, des négociants, des professionnels de la promotion et de la vente des vins et d'amateurs de vins et du terroir angevin, elle est présente pour mettre en avant ces régions lors des manifestations.

## Historique
La Confrérie des Chevaliers du Sacavin d'Anjou et de Saumur est née en 1904 de la volonté partagée de personnalités et entrepreneurs angevins qui se retrouvaient pour dîner au château de Montreuil Bellay. Ils en firent le siège de leur confrérie sous la présidence du sénateur de Grandmaison, ce qui en fait la plus ancienne confrérie bachique de France,, Mise en sommeil en 1939, la confrérie est relancée en 1947 à l'occasion d'un très grand millésime, et à l’initiative de son Grand-Maître Pierre Gasnier du Fresne.
Un rallye aérien des vins, fleurs et châteaux fut organisé et perdura jusque dans les années 1970. Le départ était donné depuis l'aérodrome d'Avrillé, près d'Angers. Cinq évènements sont à noter : 1953 - Rassemblement des Confréries françaises  à Angers sous l'égide des Sacavins; 29 mai 1959 - baptême de la caravelle "Anjou"  à Paris; 8 mai 1961 - plantation de ceps au château d'Angers; 26 mars 1965 - premier grand rassemblement international des Sacavins à Paris ; 7 septembre 1974 : assises nationales en l'abbaye de Fontevraud.
Le 3e Grand-Maître fut le marquis de Contades qui suggéra la création de la Commanderie de Grande-Bretagne, avec pour premier Grand Commandeur Robert Cointreau. Avec la venue de Guy Sorgnard, la confrérie devient partenaire du Festival d'Anjou,. En 1984 est célébré le 80e anniversaire de la Confrérie. En 1994, avec le Grand Maître Robert Breheret, 145 pieds de vigne sont replantés dans les jardins suspendus du château d'Angers. Avec l'avènement de son successeur, Pierre Gaté, la confrérie part au Québec.

Pierre Aguilas, vigneron, devient le 10e Grand Maître en 1998. La Confrérie fête son 100e anniversaire en présence du duc d'Anjou, Charles-Louis d'Orléans. Elle crée le 8 juin 2016 une commanderie à Pékin, dont le premier Grand Commandeur est Tom Tao Hsu, vigneron dans la province du Hebei (Domaine de Canaan).

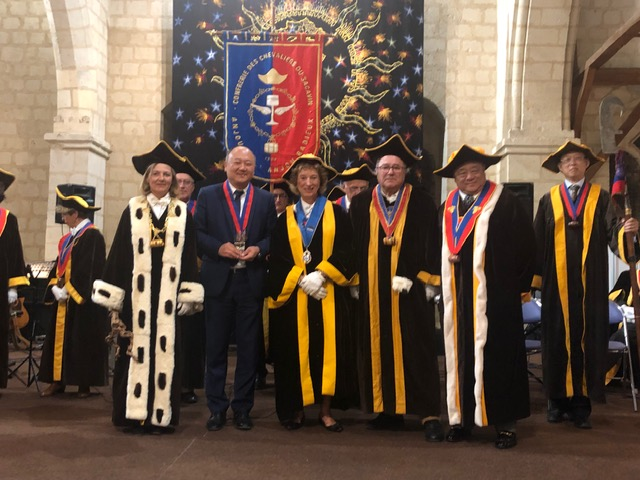
Ban des Vendanges 2019, en présence de la Grand Maître et des Grands Commandeurs de Grande Bretagne et de Chine.

En juin 2017, Laure Pertus, vice-présidente de la Confrérie depuis quatre ans, est élue Grand-Maître. En mai 2018, la Commanderie de Grande-Bretagne fête son 50e anniversaire en Anjou. En avril 2019, Félicity Bellamy est élue Grand-Commandeur de Grande-Bretagne à Londres.

## Mission
La Confrérie des Chevaliers du Sacavin a pour principale mission de faire connaître et valoriser les terroirs et vins d'Anjou et de Saumur, en France et dans le monde. Ses actions visent à :
- présenter les atouts du territoire angevin : diversité géologique, richesse végétale, spécificité des terroirs, dynamisme, pôles de recherche et universitaires...
- favoriser les rencontres avec d'autres pays et faire découvrir l'Anjou : visites de caves coopératives et privées, découvertes des vignobles et des cépages, rencontres conviviales autour des vins d'Anjou et de Saumur, visite de sites...
- contribuer à affirmer l'identité la spécificité et le rayonnement de l'Anjou : ses paysages, ses domaines, ses viticulteurs, ses savoir-faire et, également, ses villes, ses compétences industrielles et technologiques...
- contribuer à éduquer le consommateur à la dégustation, afin d'apprécier les qualités d'un vin et se forger un avis personnel. Déguster, c'est voir, sentir, goûter, évaluer et analyser les différentes sensations et être capable d'en parler. La Confrérie condamne la consommation excessive d'alcool et est persuadée que la connaissance et l'éducation favorisent une consommation raisonnée et raisonnable des vins.

## Localisation

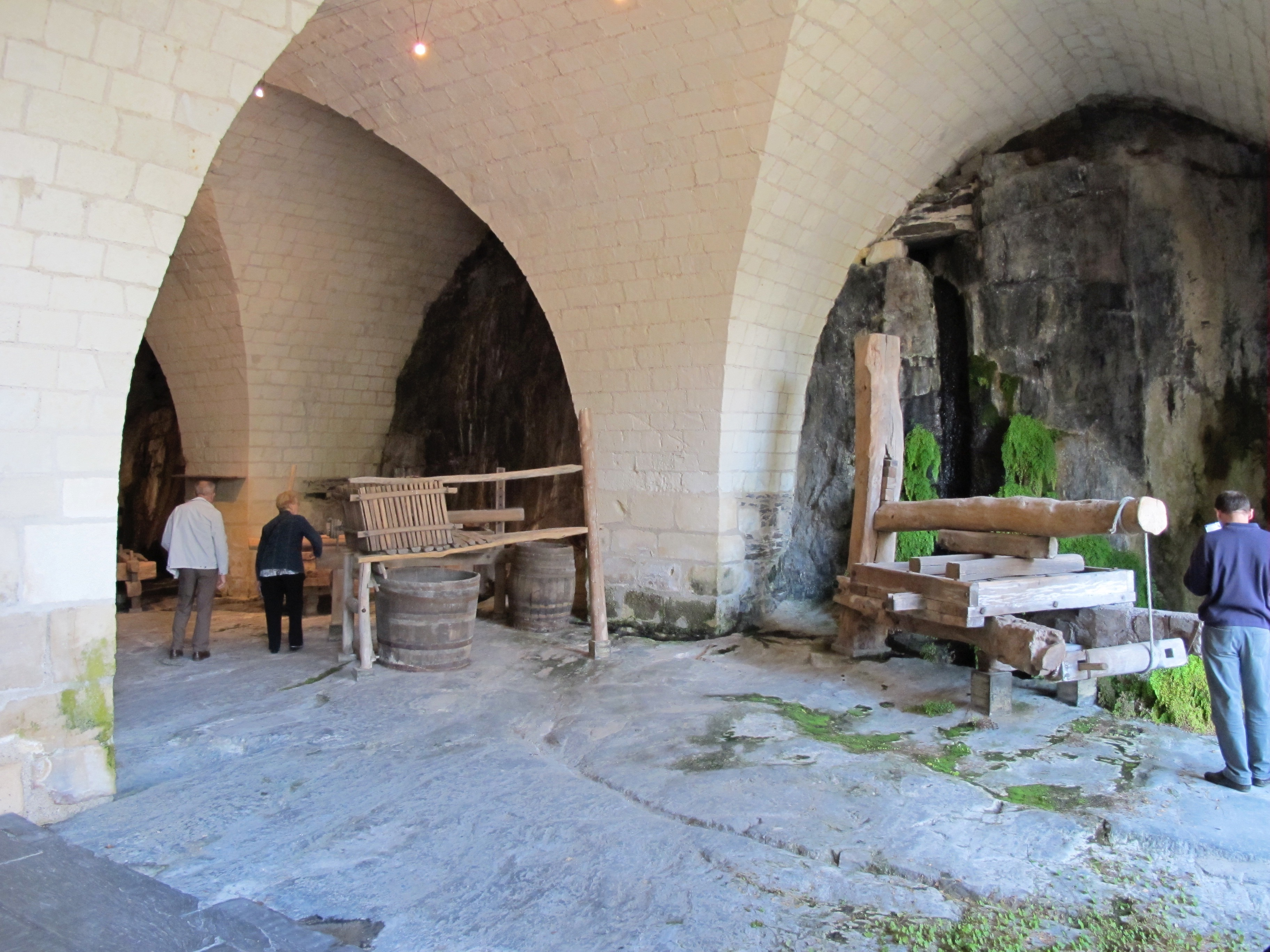
Caves des Greniers St Jean, siège de la Confrérie du Sacavin.

La Confrérie mère siège à Angers, au cœur de la province d'Anjou, entre "l'Anjou noir" et ses terres sombres développées sur le vieux socle armoricain, et 'l'Anjou blanc", caractérisé par les terres blanches provenant de la craie tuffeau.
Depuis 1947, ses membres se réunissent régulièrement dans les caves du Grenier Saint Jean (XIIe siècle) pour tenir les Assemblées, Conseils d'Administration et réunion de travail. Des intronisations y sont également organisées.
On peut lire sur l'un des piliers : "Cy sont sacrés les illustres Chevaliers du noble Ordre du Sacavin".
Les caves abritent de vieux pressoirs. Elles sont ouvertes au public lors des journées du patrimoine.

## Organisation
Les statuts et la charte de la Confrérie définissent son organisation.
La Confrérie est une Association Loi de 1901. Elle est organisée en Ordre comprenant une Confrérie mère sise à Angers en France et des Commanderies qui peuvent être installées dans d'autres pays.

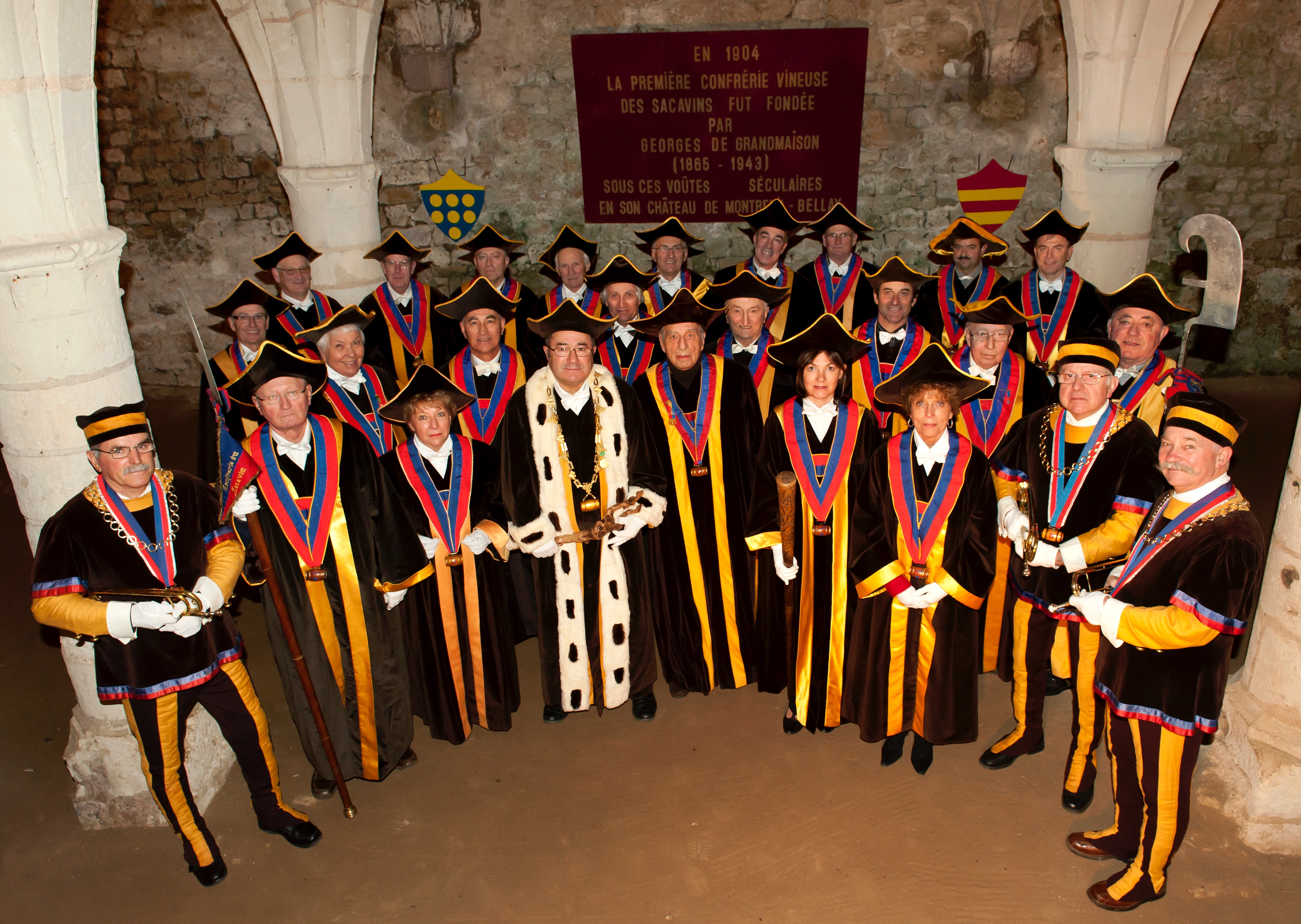
Grand Conseil de la Confrérie des Chevaliers du Sacavin.

Le Grand Conseil de la Confrérie mère est composé au plus de 40 membres actifs, qui ont droit au port de la tenue d'apparat. Il comprend au moins 25 personnalités choisies parmi les viticulteurs, négociants ou autres professionnels de la production, du négoce et des organismes de propagande des vins d'Anjou et de Saumur et qui sont déterminés à soutenir efficacement l'action de la Confrérie.

### Grand Conseil de l'Ordre
Il est constitué des membres du Grand Conseil de la Confrérie mère, des anciens Grands Maîtres et des Grands Commandeurs.

### Chevaliers du Sacavin
Ce titre est acquis lors d'un Chapitre d'intronisation comportant la remise d'un tonnelet suspendu à un collier et d'un diplôme. Un chevalier peut être promu au grade d'Officier puis de Commandeur.

### Conseil d'administration
La Confrérie est gérée par un conseil d'administration. Celui-ci comprend au minimum 6 membres du Conseil de l'Ordre et 12 au maximum pour les fonctions et titres correspondants suivants, attribués pour un tiers au moins à des professionnels de la vigne et du vin :
- Président - Grand Maître
- 1er vice-Président - Grand Chancelier (Grand Maître adjoint)
- 2e vice-Président - Grand Chancelier (Grand Maître adjoint)
- Chef du protocole - Grand Bailli
- Secrétaire Général - Grand Tabellion
- Trésorier - Grand Argentier
- Choix des accords mets et vins - Grand Echanson
- Relations avec la Commanderie de Grande-Bretagne
- Relations avec la Commanderie de Chine

### Grands Maîtres
- 1904-1939 : Georges de Grandmaison
- 1947-1968 : Pierre Gasnier du Fresne
- 1968- 1975 : Marquis de Contades
- 1975-1981 : Robert Cointreau
- 1981-1984 : Eugène-Louis Bréheret
- 1984-1990 : Guy Sorgnard
- 1990 - 1996 : Pierre Gâté
- 1996- 1997 : Camille Besnier
- 1997-2000 : Maurice Escher
- 2000-2017 : Pierre Aguilas
- 2017-....   : Laure Pertus

## Principaux chapitres annuels
La Confrérie tient chaque année deux chapitres principaux :

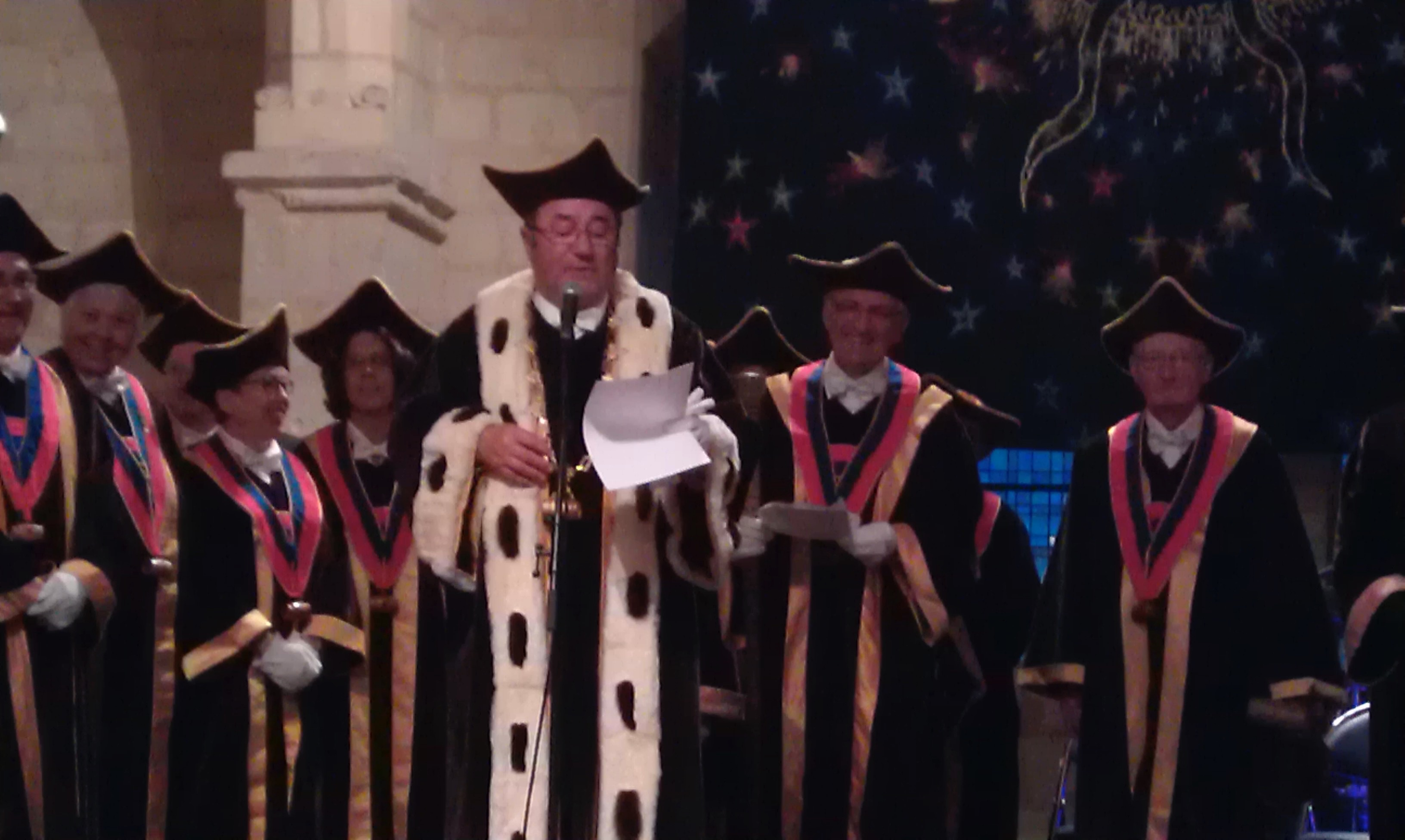
Ban des Vendanges : discours du Grand Maître.

- Ban de vendanges : Cette soirée, dans les décors des Greniers St Jean, à Angers, rassemble de nombreux invités qui participent à une tombola dont le profit est versé à une œuvre caritative.
- Fête de la Saint-Vincent : Pour la Saint Vincent, patron des vignerons, le chapitre se déroule au mois de janvier, dans une commune angevine différente chaque année. La Saint Vincent débute par une cérémonie religieuse ayant pour but d' obtenir l'intercession du saint patron de la Confrérie pour les vignerons et pour la prochaine vendange[19].

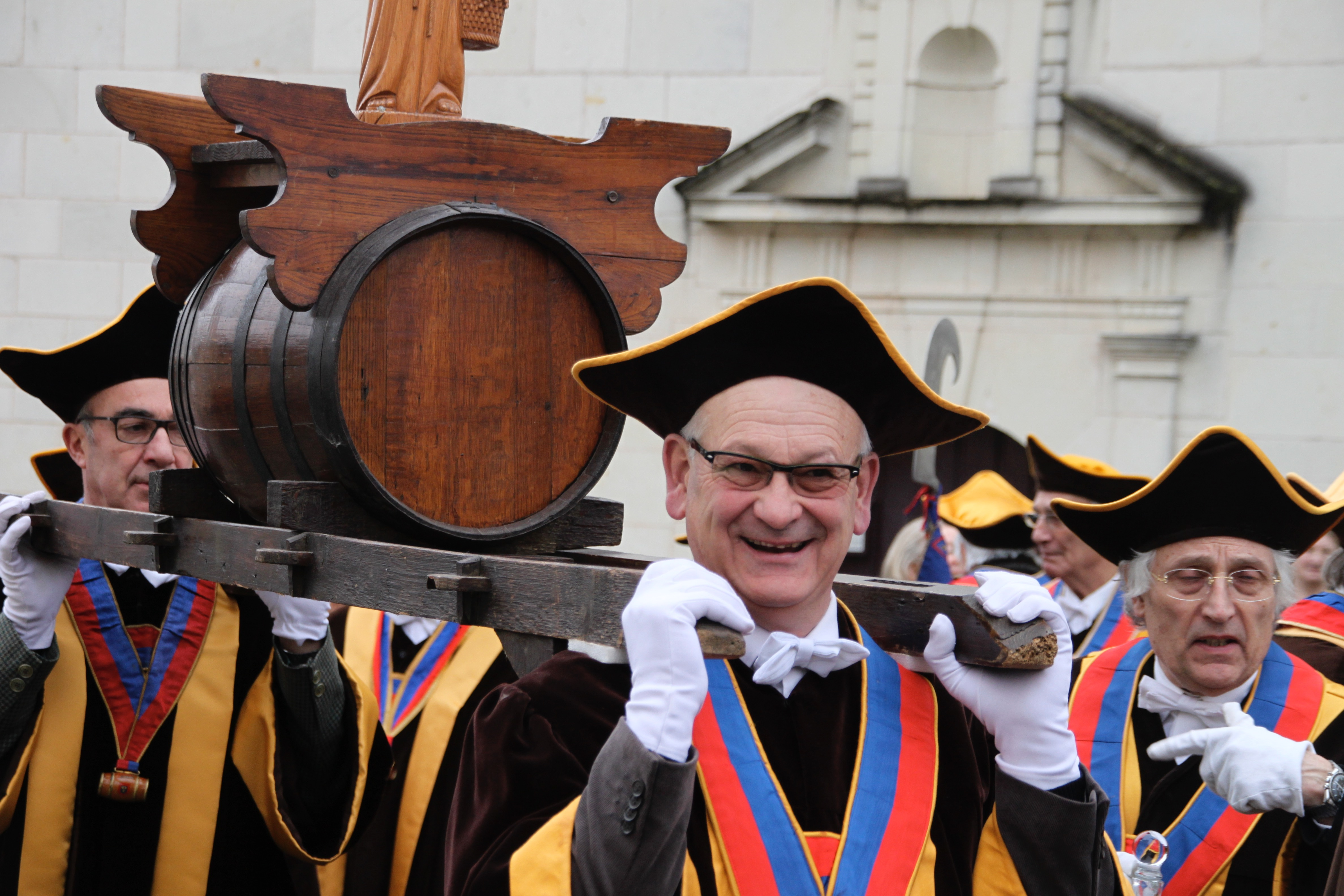
Fête de la St Vincent.

## Rendez-vous «découverte»

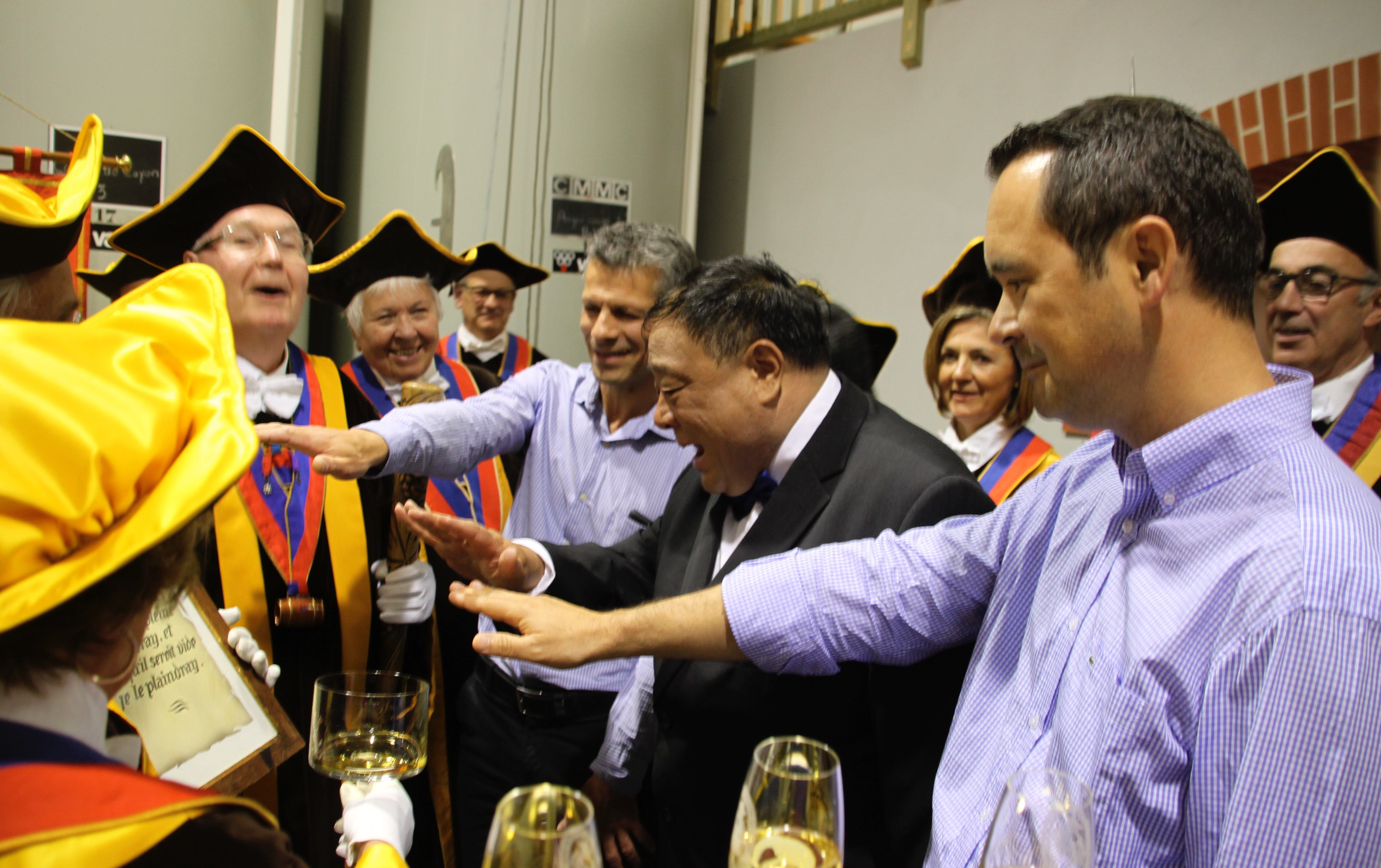
Intronisations.

Deux fois par an, la Confrérie organise des rendez-vous « découverte » ouverts à tous les Chevaliers (et à leurs amis) désireux de découvrir ou redécouvrir des cépages, des terroirs ou d'autres sujets autour du monde vini-viticole.
- Cabernet franc dans le Saumur-Champigny
- Chenin dans la zone Anjou Coteaux de La Loire de Montjean sur Loire et La Pommeraie
- Val de Loire, Terre de Chenin
- Chaume, Quart de Chaume et foie gras, Chaudefonds sur Loire
- Pépinière de plants de vigne
- Caves de la Loire
- Le raisin de table : 18 variétés anciennes au château de Cheman
- 3 Chenins et des airs d'opéra aux Invalides à Paris
- Un jardin, des vins : l'Italie. Jardins du château de Villeneuve

## Rituels
Les intronisations débutent par l'arrivée des membres du Grand Conseil, en costume d'apparat, au son des trompettes. Le Grand maître fait son entrée, entouré des hallebardiers. Il est précédé par le Chef du Protocole (ou Grand Bailli) qui frappe le sol avec une grande canne en sycomore sculptée avec grappes de raisin et feuilles de vigne. L'un des membres tient le portrait de François Rabelais, un second porte le Hannap et un troisième porte l'oriflamme. Le Chef du Protocole coordonne le rituel. La cérémonie d'intronisation débute par : " Gentes Dames, nobles Seigneurs, faites silence, le Grand Maître vous parle". Le Grand Maître prononce sa harangue. Il s'agit de présenter la Confrérie, le contexte de l'évènement et le plus souvent, un billet d'humeur exposé avec humour, sur l'actualité vini-viticole. Puis les intronisations peuvent commencer. L'impétrant est appelé. Arrivé sur le podium, il frappe 3 coups sur une barrique ou sur un sacavin avec un maillet de chais. Le parrain ou marraine le présente à l'assemblée. La tradition de la Confrérie veut que cette présentation soit faite avec bienveillance et humour. Puis l'impétrant jure devant François Rabelais que : "lorsque mon verre sera plein, je le viderai et lorsqu'il sera vide, je le plaindrai". Les membres du Grand Conseil entonnent :" optime, optima, il a fort bien parlé, il est des nôtres". Les trompettes ouvrent le ban et l'impétrant déguste alors un verre de vin d'Anjou (Layon, Aubance, Loire ou Saumur). Les trompettes ferment le ban. Le Grand maître peut alors adouber l'impétrant qui devient Chevalier. Pour ce faire, il use de son cep (comme d'une épée). Un cordon rouge et bleu auquel est suspendu un Sacavin lui est alors passé autour du cou, un diplôme enluminé lui est remis.

## Symboles

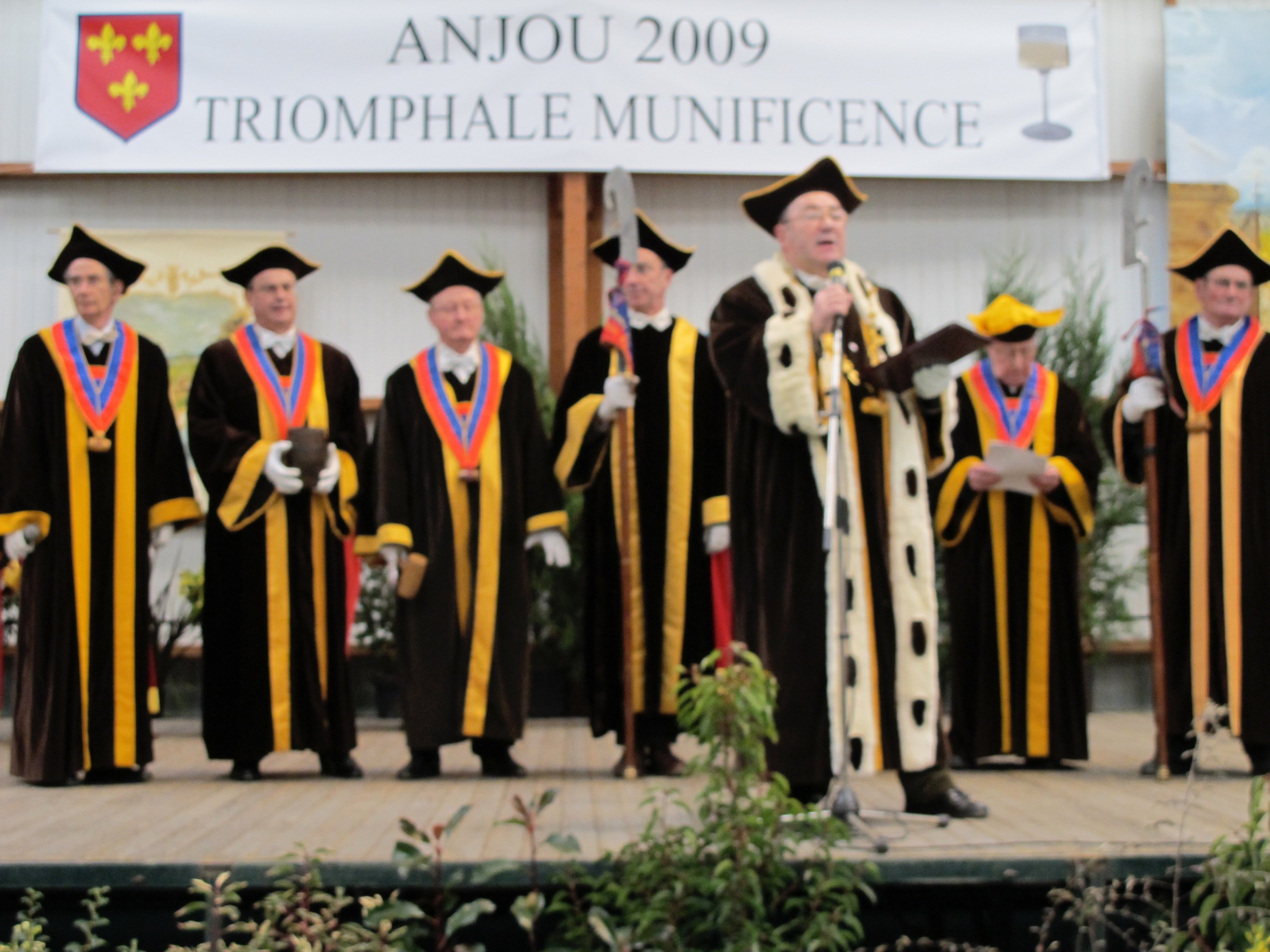
Tenue d'apparat des membres du Grand Conseil et du Grand Maître.

La Confrérie dispose d'une tenue et de divers attributs distinctifs.
- La tenue d'apparat réserve aux membres du Grand Conseil : robe de velours bordée de jaune d'or (comme la couleur d'un Chenin liquoreux), un chapeau style Rabelais à 4 pointes, un collier rouge, bleu et or auquel est suspendu un sacavin (tonnelet miniature), des gants blancs et un nœud papillon blanc. Il n' y a pas de tenue distinctive pour les femmes.
- La robe du grand maître porte un parement d'Hermine sur le col, le devant et le bas des manches.
- Le collier du Grand Maître sur lequel sont gravés les noms des prédécesseurs.
- Le Cep de vigne permet au Grand Maître de procéder à l'adoubement des Chevaliers.
- Le sacavin n'est pas un personnage haut en couleur ayant ingurgité une quantité importante de vin. Mais dans ce cas, c'est l'objet qui servait jadis aux vignerons pour emporter avec eux du vin coupé d'eau sur le lieu de travail. Ce tonnelet, muni d'une poignée, véritable sac de transport du vin, est devenu le symbole de la Confrérie. Il est suspendu au collier des Chevaliers.

## Insignes

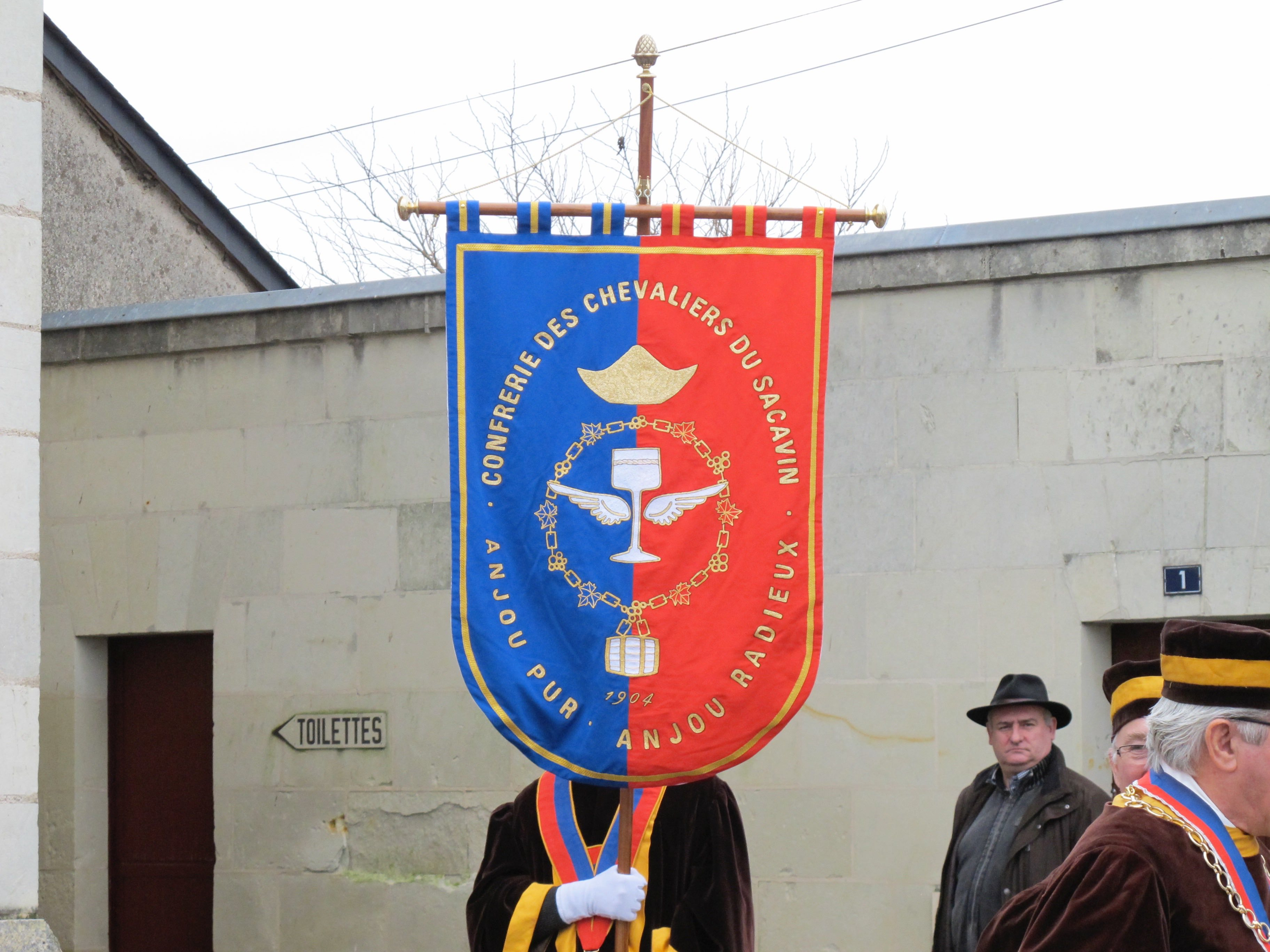
Oriflamme de la Confrérie des Chevaliers du Sacavin aux couleurs de la province d'Anjou.

- Le Blason : on y voit le verre à vin d'Anjou, de forme typique, associé à des ailes qui symbolisent les liens historiques entre la Confrérie et l' Aéro club de l'Ouest. On y retrouve aussi le sacavin, le collier du Grand Maître et le chapeau de François Rabelais. "Anjou pur, Anjou radieux" fait référence à l'ancienne province d'Anjou.
- L' oriflamme aux couleurs de l' Anjou reproduit les symboles du blason.

## Challenges
Dans un contexte globalisant, il s'agit de continuer à défendre les spécificités des produits et terroirs. Par exemple, les AOC sont une spécificité européenne, voire française, inconnue dans les autres pays de production viticole. Le Maine-et-Loire a été le premier département à avoir été cartographié au niveau hydrographique, profondeur des sols, texture des sols, drainage, ... cette cartographie très précise permet une visualisation fine de la variété des sols et de la meilleure adéquation sols/cépages.
Les Confréries ont pour spécificité de raconter une histoire : celle de leur terroir, qu'il s'agisse d'un village, d'une appellation ou d'une région viticole. Au-delà, il s'agit de transmettre les valeurs du partage et la passion de celles et ceux qui produisent des vins, cultivent la vigne et modèlent les paysages, dans un monde en mouvement.